# Транспорт в Омане
Транспорт в Омане представлен всеми видами, за исключением железнодорожного. Страна располагает более чем 60000 км автодорог, из которых половина имеет асфальтовое покрытие. Также в Омане более 130 аэропортов, однако лишь 13 из них имеют бетонные взлётно-посадочные полосы.

## Автомобильный транспорт

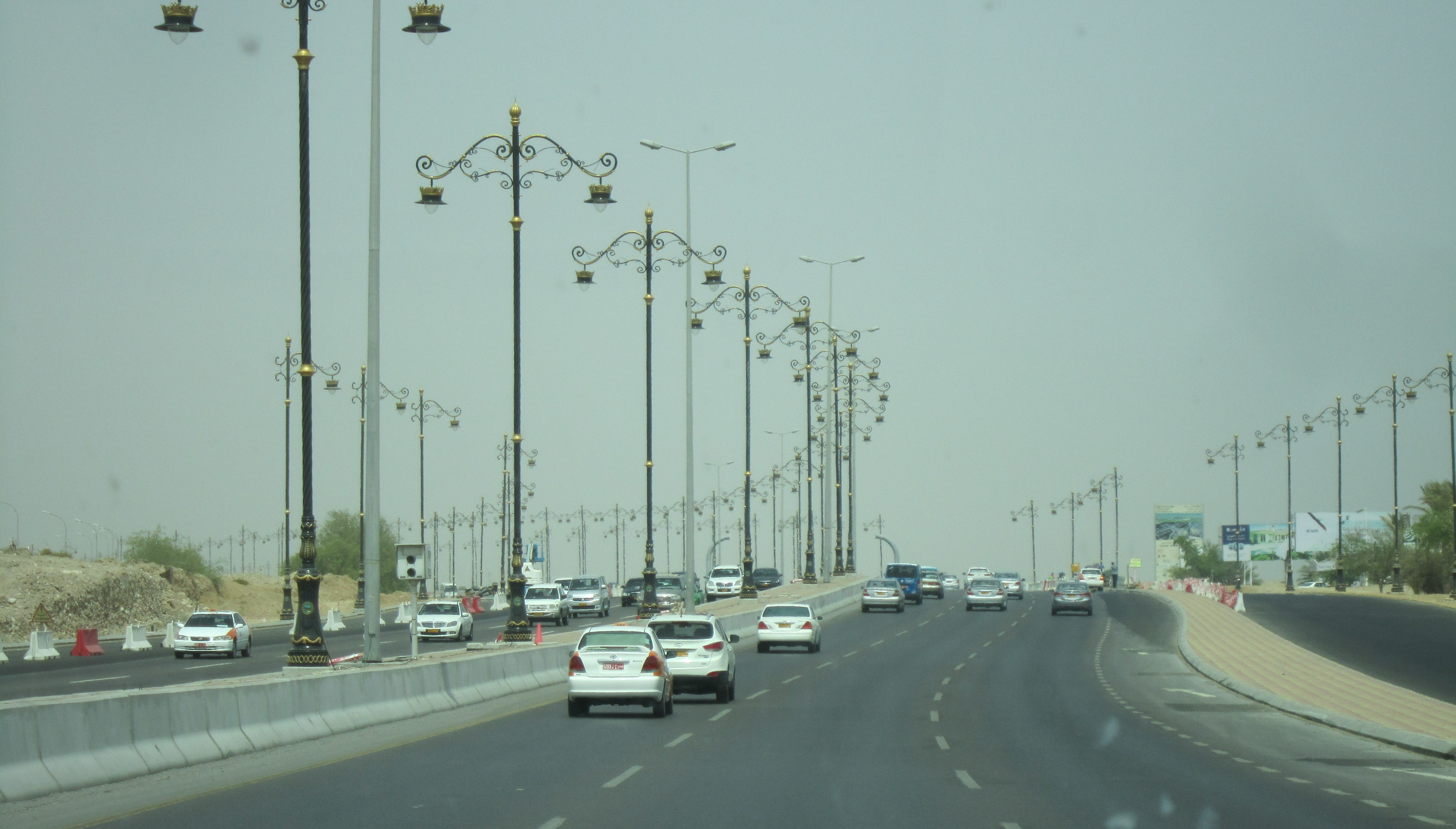
Автомагистраль R1 в районе Маската

Общая протяжённость автомобильных дорог в Омане по данным на 2012 год составляла 62240 км, из них 29685 км имели асфальтовое покрытие.
Оман имеет две высокоскоростные автомагистрали с многополосным движением, общая протяжённость которых составляет 1943 км. В 2017 году планируется введение в действие первой восьмиполосной автомагистрали. Автомагистраль Al Batinah Coastal Road проложена вдоль побережья Оманского залива в регионе Эль-Батина. Поблизости от Шинаса она разделяется на две дороги: одна уходит вглубь страны к Вади-Хатта, другая продолжается до Фуджейры. Практически на всём протяжении автомагистрали действует ограничение скорости 120 км/ч. Магистраль проходит через Маскат, столицу Омана, где носит наименование улицы Султана Кабуса.
Другая автомагистраль, Muscat Expressway, имеет длину 54 км и тянется из района Эль-Курум в Маскате до района Хабан в пригороде. После Хабана трассу продолжает восьмиполосный участок, получивший название Al Batinah Expressway, длиной 256 км. Эта автомагистраль доходит до границы Омана с Объединёнными Арабскими Эмиратами в Хамат-Малаха.
Другие дороги мухафазы Маскат, а также таких городов как Сухар и Салала, имеют центральную разделительную полосу и по четыре или шесть полос движения с верхним пределом скорости от 60 до 120 км/ч. Почти все прочие дороги страны разделительной полосы не имеют.

### Пограничные автомобильные переходы
Автомобильные дороги связывают Оман с соседними странами:
- Объединённые Арабские Эмираты: Оман связан с ОАЭ несколькими дорогами. Пограничные переходы находятся в Бурайми (направление на Эль-Айн), Вади-Хата (направление на Ваджаджу), Хамат-Малаха (направление на Фуджейру) и Буха.
- Йемен: Оман с Йеменом связывает трасса 47 Райсут—Сарфейт. Эта трасса продолжается через Хауф и Эль-Файдами в Эль-Гайду. Другая дорога связывает Тхамрайт и Эль-Мазьону и продолжается через Шисан и Эль-Курах в Эль-Гайду.
- Саудовская Аравия: дорога через пустыню пересекает границу в Эль-Машаше. Ведётся строительство новой дороги, которая должна связать Саудовскую Аравию и Оман.

## Железнодорожный транспорт
Крупных железных дорог в Омане нет. Небольшая узкоколейная железная дорога длиной 400 м доставляет туристов до пещерного комплекса Эль-Хута. Существуют планы по развитию железнодорожной сети, которая свяжет Оман с другими странами Персидского залива. Для реализации этих планов в 2014 году создана компания Oman Rail. Ожидается, что первые поезда начнут движение в 2017 году.

## Водный транспорт

### Порты и терминалы
Оман имеет 8 крупных морских портов на побережье Оманского залива и Аравийского моря.
Оманский залив:
- порт Султан Кабус;
- Сухар;
- Хасаб;
- Шинас;
- Мина-эль-Фахал;
- Кальхат — терминал сжиженного газа[1][5].

Аравийское море:
- Салала;
- Дукм.

### Торговый флот
Торговый флот Омана по данным 2010 года состоит из 5 судов водоизмещением более 1000 т: 1 химический танкер, 1 пассажирское судно, 3 грузопассажирских судна. В других государствах зарегистрировано 15 судов, принадлежащих Оману.

## Воздушный транспорт

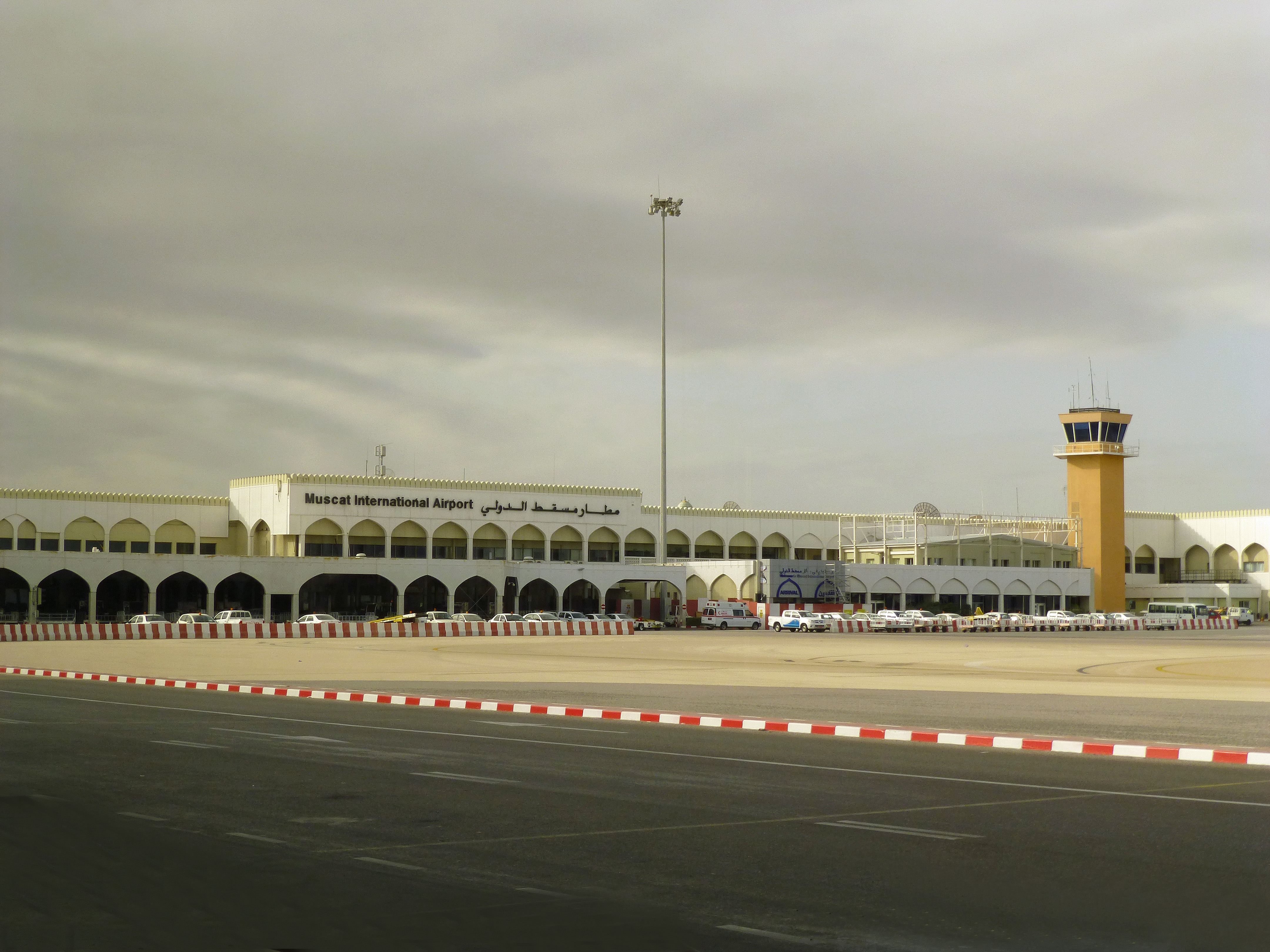
Здание международного аэропорта Маскат

Общее число аэропортов в Омане в 2013 году достигло 132, из них два аэропорта являются международными:
- международный аэропорт Маскат;
- международный аэропорт Салала.

Из остальных только 13 имеют бетонные взлётно-посадочные полосы.
С 2022 года в Омане развивается космодром «Этлак». В декабре 2024 года с территории космодрома состоялся первый суборбитальный запуск ракеты «Duqm-1».

## Трубопроводный транспорт
По состоянию на 2013 год, Оман располагал 106 трубопроводов для сжиженного газа, 4224 км газопроводов, 3558 км нефтепроводов; 33 км комбинированных трубопроводов для газа, нефти или воды, 264 км трубопроводов для нефтепродуктов.